# Ælfflæd de Whitby
Pour les articles homonymes, voir Ælfflæd.
Ælfflæd est une princesse et religieuse anglo-saxonne née vers 654 et morte en 713 ou 714.

## Biographie
Ælfflæd est la fille du roi de Northumbrie Oswiu et de son épouse, la princesse kentique Eanflæd. En 655, après sa victoire à la bataille de la Winwæd, son père la confie à l'abbesse Hilda, responsable de l'abbaye de Hartlepool (en). En effet, Oswiu s'était engagé avant la bataille à confier sa fille à l'Église si la victoire lui revenait. Ælfflæd grandit ainsi à Hartlepool, puis à l'abbaye de Whitby, fondée par Hilda en 657 ou 658.

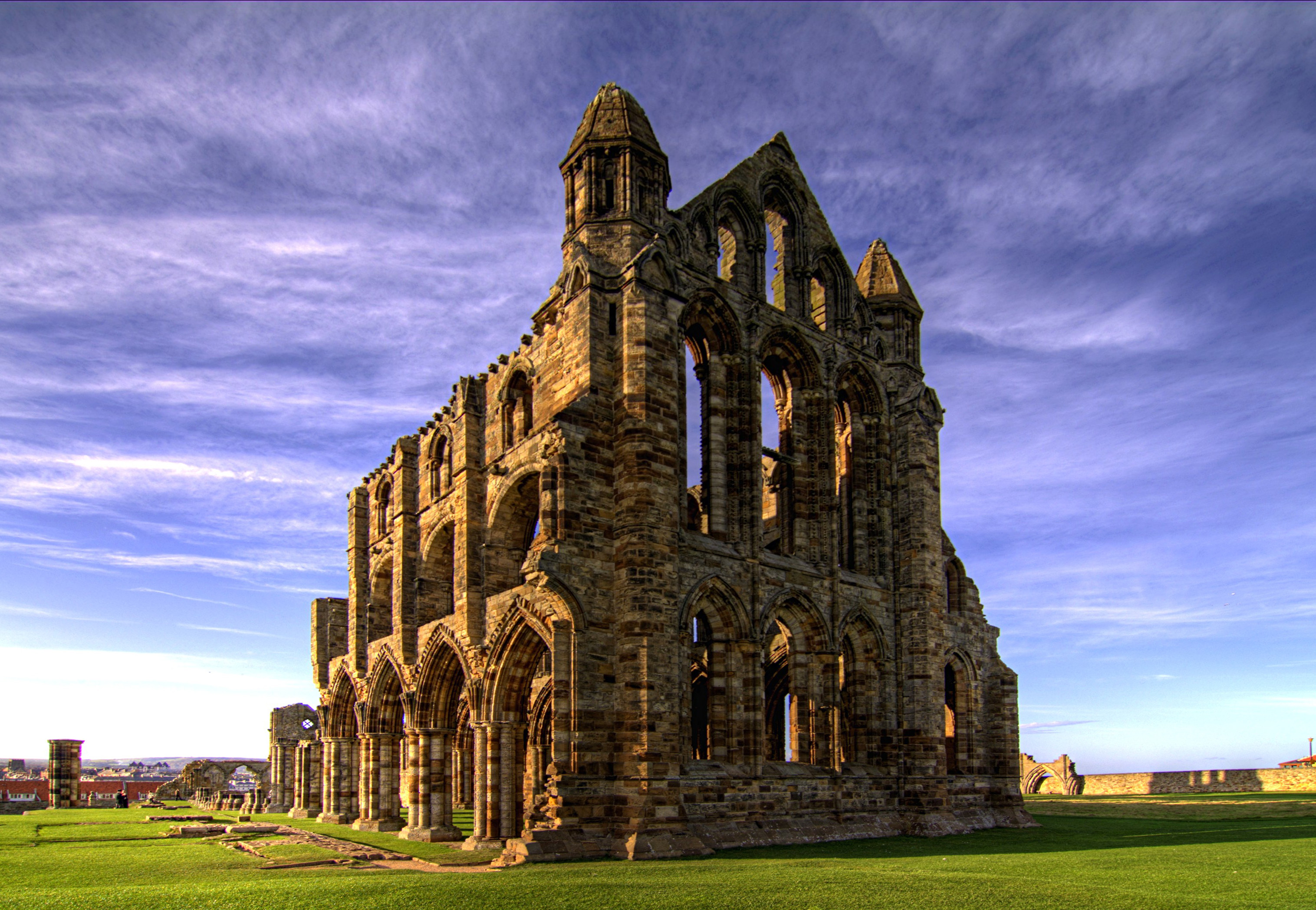
Abbaye de Whitby.

À la mort de Hilda, en 680, Ælfflæd devient abbesse de Whitby conjointement avec sa mère Eanflæd, qui est entrée dans les ordres à une date inconnue après la mort d'Oswiu, en 670, puis seule. Cette position lui permet de peser sur la politique religieuse de la Northumbrie, et elle est impliquée dans les conflits qui entourent l'évêque Wilfrid d'York. Elle entretient de bonnes relations avec les autres évêques du royaume, comme Cuthbert de Lindisfarne, Bosa d'York et Jean de Beverley, les deux derniers ayant eux aussi été éduqués à l'abbaye de Whitby par Hilda.
Il subsiste une lettre écrite par Ælfflæd à Adolana, abbesse du monastère de Pfalzel, en Germanie, aux alentours de l'an 700,.
Ælfflæd meurt en 713 ou 714, âgée de soixante ans environ. Elle est considérée comme sainte, avec une fête le 8 février. Son culte semble s'être développé tardivement : on n'en trouve aucune trace avant la conquête normande de l'Angleterre.